# Pierre Prevost

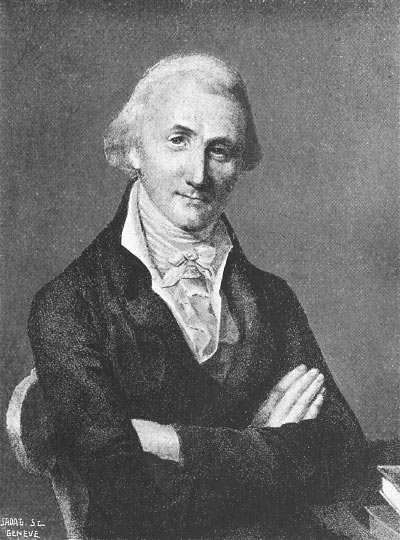
Der Wissenschaftler Pierre Prevost im Journal officiel illustré de l’Exposition nationale, Genf 1896

Pierre Prevost (* 3. März 1751 in Genf; † 8. April 1839 ebenda) war ein französisch-schweizerischer Philosoph und Physiker. 1791 zeigte er, dass alle Körper Wärme ausstrahlen, egal ob warm oder kalt.

## Biographie
Als Sohn eines evangelischen Geistlichen sollte er zunächst ebenfalls eine kirchliche Laufbahn einschlagen. Er wandte sich stattdessen aber zunächst einem Jurastudium zu, das er bald aufgab, um sich dem Lehren und Reisen zu widmen. Prevost wurde ein Freund von Jean-Jacques Rousseau und Dugald Stewart. Grossen Einfluss auf ihn hatte auch sein Lehrer und Freund Georges-Louis Le Sage.
1780 berief ihn Friedrich II. als Professor für Philosophie nach Berlin und machte ihn zu einem Mitglied der Akademie der Wissenschaften. Hier lernte er Joseph-Louis Lagrange kennen und wurde dadurch auf physikalische Probleme aufmerksam.
Nachdem er sich einige Jahre mit Wirtschaftspolitik und den schönen Künsten beschäftigt hatte (unter anderem schrieb er eine Dissertation über Poesie), kehrte er nach Genf zurück, wo er seine Arbeit über Magnetismus und Wärme begann. Bis 1810 war er Professor der Philosophie, dann wurde er auf den Lehrstuhl für Physik berufen.
1796 wurde er zum Mitglied der Royal Society of Edinburgh und 1806 zum auswärtigen Mitglied der Royal Society gewählt.

## Wirken

### Physik
Auf dem Gebiet der Physik entwarf er unter dem Einfluss seines Lehrers Georges-Louis Le Sage mehrere mechanistische Erklärungen für Magnetismus (1788) und andere Phänomene. Seine Hauptleistung bestand darin, dass er herausfand, dass Körper durch den stetigen Austausch von Teilchen in einem dynamischen thermischen Gleichgewicht zueinander gehalten werden (1792, wobei Prevost angab, hierbei einer Idee seines Lehrers zu folgen). Auch veröffentlichte er 1818 eine Abhandlung, dessen erster Teil einige nachgelassene Fragmente Le Sages und dessen zweiter Teil einige seiner eigenen mechanistischen Ansichten enthält.

### Weiteres Wirken
Viele seiner Veröffentlichungen handelten von Themen wie Philologie, Philosophie und politische Ökonomie. Prevost, der Vetter Jacques Mallet-du-Pans, übersetzte die Werke von Adam Smith und dem Professor der Ostindiengesellschaft Thomas Malthus. Auch übersetzte und kommentierte er Euripides. 1805 schrieb er eine umfassende Biografie über Le Sage. Zusätzlich veröffentlichte er 1823 einige Fragmente von Briefen bedeutender Zeitgenossen Isaac Newtons, wie z. B. Nicolas Fatio de Duillier.

## Werke
- De l’origine des forces magnétiques. Barde, Menge et Cie, Genf 1788 (cnam.fr).
- Recherches physico-mécaniques sur la chaleur. Barde, Manget & Cie, Genf 1792.
- Notice de la vie et des écrits de Georges Louis Le Sage. J. J. Paschoud, Genf 1805 (archive.org).
- Essai sur le calorique rayonnant. J. J. Paschoud, Genf/Paris 1809 (google.com).
- Deux traités de physique mécanique. J. J. Paschoud, Genf 1818 (uni-goettingen.de).
- Fragmens de lettres de divers savans contemporains de Newton, précédés d’une remarque sur quelques hypothèses de Newton lui-même. In: Bibliothèque universelle des sciences, belles-lettres et arts, faisant suite à la Bibliothèque britannique. Band 23. J. J. Paschoud, Genf 1823.